# Pine Trail-M
Con il nome Pine Trail-M Intel indica la seconda generazione di piattaforme hardware pensate per i sistemi mobile e desktop di fascia molto economica, e attesa al debutto nel corso del mese di ottobre 2009 come successiva alla piattaforma Shelton'08, arrivata sul mercato nel corso della prima metà del 2008.

## Obiettivi di Shelton'08
Al pari di quanto fatto con la piattaforma precedente, Pine Trail-M non punta ad offrire il massimo delle prestazioni ma, grazie al costo d'acquisto estremamente contenuto, addirittura inferiore a quello disponibile già da tempo con le soluzioni basate sul processore Celeron (in particolare le sue diverse varianti Celeron D, Celeron (serie xxx), Celeron Dual Core e Celeron M), mira alla conquista del mercato dei dispositivi portatili e dei PC di fascia più bassa.
Uno dei progetti a cui Intel tiene molto e ha dato un forte impulso allo sviluppo di tali piattaforme è il cosiddetto Intel ClassMate, ovvero l'alter ego del progetto OLPC che punta a realizzare notebook da soli 100 $ destinati ai paesi in via di sviluppo. Mentre il progetto OLPC infatti è basato su un processore AMD, Intel ha nel frattempo sviluppato un intero sistema (il ClassMate appunto) per poter competere nella nuova lotta commerciale nei mercati emergenti.

## Caratteristiche tecniche
La piattaforma Pine Trail-M è basata sul processore Pineview, realizzato sempre a 45 nm (come il predecessore) e che verrà commercializzato ancora con il marchio Atom.
Tale processore è una piccola rivoluzione nel campo delle CPU in quanto si tratterà di un System on a Chip (SoC); esso integrerà infatti non solo il core di elaborazione (che in alcune versioni sarà anche dual core), ma anche tutti gli altri sistemi, come il chipset, il sottosistema grafico e il controller di memoria RAM, in un unico chip. Probabilmente anche il processore Pineview verrà commercializzato direttamente saldato alla scheda madre e raffreddato da un dissipatore passivo, per un costo complessivo di circa 50 $.
Dato che la maggior parte dei sistemi sarà integrata direttamente nella CPU, non sarà più presente un vero e proprio chipset, ma sarà ugualmente presente un chip dedicato alle operazioni di I/O, e che viene per questo indicato da Intel come un "Communications Hub", conosciuto come Tiger Point (e commercializzato come NM10). La connessione tra la CPU e il "Communications Hub" vedrà l'abbandono del tradizionale Bus in favore di un collegamento Direct Media Interface (DMI), già utilizzato in passato da Intel per collegare northbridge e southbridge dei tradizionali chipset.
Le varie migliorie introdotte dovrebbero consentire un consumo complessivo della piattaforma nell'ordine dei 7 W.

## Confronto tra Shelton'08 e Pine Trail-M
Nella seguente tabella vengono sintetizzate le differenze tra le due generazioni della piattaforma Intel:
|                     | Shelton'08                      | Pine Trail-M               |
| ------------------- | ------------------------------- | -------------------------- |
| CPU                 | Diamondville                    | Pineview                   |
| Chipset             | i945GSE                         | Tiger Point (NM10)         |
| Numero chip         | 3 (CPU+northbridge+southbridge) | 2 (CPU+Communications Hub) |
| Strati della scheda | 6                               | 4/6                        |
| RAM                 | DDR2-533                        | DDR2-667                   |
| Comparto grafico    | GMA 950                         | GMA 500                    |
| Potenza media       | 4 W                             | 2 W                        |
| Potenza massima     | 16 W                            | 7 W                        |
| Raffreddamento      | Attivo                          | Passivo                    |
| Superficie totale   | 2174 mm²                        | 773 mm²                    |

## Il successore
Il successore della piattaforma Intel Pine Trail-M, prevista per il 2011, si chiamerà Cedar Trail.